# 张良起
张良起（1923年—2009年），男，浙江湖州人，中国控制论专家，曾任国防科学技术大学教授、博士生导师。